# Уманець Олена Олексіївна
Олена Уманець (нар. 3 вересня 1990, Ужгород, Закарпатська область, Україна) — українська гандболістка, ліва крайня угорського клубу «Кішвардаї» та Жіночої збірної України з гандболу.